# Ranunculus sewerzowii
Ranunculus sewerzowii là một loài thực vật có hoa trong họ Mao lương. Loài này được Regel miêu tả khoa học đầu tiên.